# Новосолошино (Ореховский район)
Новосолошино (укр. Новосолошине) — село,
Никольский сельский совет,
Ореховский район,
Запорожская область,
Украина.
Код КОАТУУ — 2323983502. Население по переписи 2001 года составляло 136 человек.

## Географическое положение
Село Новосолошино находится в 1,5 км от левого берега реки Верхняя Терса,
на расстоянии в 2 км от сёл Никольское и Тимошевка.
Через село проходит автомобильная дорога Т-0408.

## История
- 1918 год — дата основания.